# Lucy Hall (triatleta)
Lucy Margaret Hall (Leicester, 21 de febrero de 1992) es una deportista británica que compite en triatlón.
Ganó una medalla de oro en el Campeonato Mundial de Triatlón por Relevos Mixtos de 2014 y dos medallas en el Campeonato Europeo de Triatlón, oro en 2016 y bronce en 2015. Además, obtuvo una medalla de oro en el Campeonato Europeo de Triatlón de Velocidad de 2016.

## Palmarés internacional
| Campeonato Mundial por Relevos Mixtos | Campeonato Mundial por Relevos Mixtos | Campeonato Mundial por Relevos Mixtos | Campeonato Mundial por Relevos Mixtos |
| Año                                   | Lugar                                 | Medalla                               | Prueba                                |
| ------------------------------------- | ------------------------------------- | ------------------------------------- | ------------------------------------- |
| 2014                                  | Hamburgo (Alemania)                   | Medalla de oro                        | Relevo mixto                          |
| Campeonato Europeo                    |                                       |                                       |                                       |
| Año                                   | Lugar                                 | Medalla                               | Prueba                                |
| 2015                                  | Ginebra (Suiza)                       | Medalla de bronce                     | Relevo mixto                          |
| 2016                                  | Lisboa (Portugal)                     | Medalla de oro                        | Relevo mixto                          |

| Campeonato Europeo | Campeonato Europeo    | Campeonato Europeo | Campeonato Europeo |
| Año                | Lugar                 | Medalla            | Prueba             |
| ------------------ | --------------------- | ------------------ | ------------------ |
| 2016               | Châteauroux (Francia) | Medalla de oro     | Individual         |